# Zdzisław Peszkowski

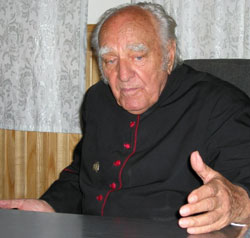
Fader Zdzisław Peszkowski

Zdzisław Peszkowski, född 23 augusti 1918 i Sanok, Podkarpacie, död 8 oktober 2007 i Warszawa, var en polsk romersk-katolsk präst och en av de få av Polens armésoldater som lyckades överleva Katyńmassakern 1940. Peszkowski var en ledande förespråkare och fältpräst för Katyń Families Association, vilka arbetade med överlevarna från massakern och deras familjer. Över 20 000 polacker dödades under massakern av sovjetiska NKVD.
Peszkowski föddes i Sanok i nuvarande sydöstra Polen. Peszkowski levde i Polen då Sovjetunionen invaderade den östra delen av landet 1939. Han fängslades av sovjeterna för sin position som polsk soldat. Han skickades till ett sovjetiskt byggt fångläger i Kozelsk under invasionen. Han var en av de få på lägret som inte avrättades av sovjeterna. Peszkowski gick med i Armia Krajowa efter frisläppandet.
Peszkowski lämnade armén under andra världskriget och vigdes till romersk-katolsk präst. Han blev en ledande förespråkare för minnet av Katyńmassakern och morden på polacker över hela landet under kriget. Han blev också fältpräst för polska familjer under massakern. Han predikade om förlåtelse till de som låg bakom massakern och bad om förlåtelse för de som dödade de polska officerarna under ett tal vid Warszawas "Okända soldaters grav" 1995.
Peszkowski deltog senast vid Katyńs minnesceremoni den 4 juni 2007. Han placerade en hörnsten som minne vid krematoriet där de dödade soldateras kroppar brändes. Han talade också om och hoppades att tragedierna som inträffade i Polen under andra världskriget skulle fortsätta vara en varning mot hatet i resten av världen.
Zdzisław Peszkowski avled i Warszawa den 8 oktober 2007 vid 89 års ålder. Han fortsatte att arbeta som fältpräst för Katyńfamiljer fram till sin död.